# Брухзальський палац
Брухзальський палац (нім. Schloss Bruchsal), або Даміансбург — палацовий комплекс у стилі бароко, розташований у Брухзалі, Німеччина. Комплекс складається з понад 50 будівель. Це трифлігельний житловий будинок з прибудованою каплицею, чотири павільйони, розділені дорогою, кілька менших господарських будівель і сад. Відомий своїм чудовим декором у стилі рококо і, зокрема, вхідними сходами, які вважаються одним із найкращих зразків серед барокових палаців.
Палац побудований у першій половині XVIII століття Даміаном Гуго Філіппом фон Шенборном, князь-єпископом Шпаєра. Шенборн спирався на родинні зв’язки, щоб найняти будівельний персонал і експертів у стилі бароко, особливо Бальтазара Неймана. Хоча планувалося створити постійну резиденцію князь-єпископів, вони займали його менше ніж століття.
1 березня 1945 року, лише за два місяці до закінчення Другої світової війни, значна частина палацу була зруйнована під час нальоту американської авіації, спрямованого на сусідні залізничні споруди. Відтоді його повністю перебудували в межах реставраційного проєкту, який тривав до 1996 року. Інтер’єри частково відреставрували, і тепер у палаці розміщено два музеї.

## Історія

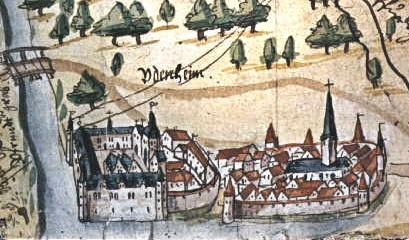
Резиденція та замок Уденгайм у Філіппсбурзі, 1590 рік

Більшу частину свого існування та існування Священної Римської імперії місто Шпаєр було одночасно імперським містом і резиденцією князь-єпископа. Ці дві інституції конфліктували весь свого існування, особливо за часів Реформації. Як і в деяких інших місцях німецького єпископства, цей конфлікт змусив князь-єпископа звільнити місто. Другою резиденцією князь-єпископів була фортеця Уденгайм, придбана князь-єпископом Еміхом фон Лейнінгеном в 1316 р. Князь-єпископ Філіпп Крістоф фон Зетерн перейменував цю резиденцію на Філіппсбург і почав зміцнювати його в 1617 році після утворення Протестантської унії. У відповідь і з дозволу імператора Священної Римської імперії Фрідріха V війська Пфальца, Шпаєра та Вюртемберга зруйнували Філіппсбург у червні 1618 р.
Під час Дев'ятирічної війни французький генерал Езекіель Дюма Мелак, напав і зруйнував Філіппсбург, а потім Шпаєр 
1 червня 1689 року, зруйнувавши місто та єпископський палац. 
Городяни Шпаєра протидіяли відновленню церковної власності і навіть жорстоко перешкодили цьому в 1716 році. Князь-єпископ Генріх Гартард фон Роллінген переніс свою резиденцію до Брухзаля та відбудував там сімейну резиденцію. Єпископ-коад'ютор Роллінгена та його наступник, в 1719 році, Даміан Гуго Філіпп фон Шенборн хотів перебудувати єпископський палац у Шпаєрі. Місто відмовило Даміану Гюго, 
проте, на той час, він був захоплений ландшафтом Брухзаля і вирішив побудувати новий палац на північ від міського муру. Він заручився послугами Максиміліана фон Вельша, придворного архітектора свого дядька Лотара Франца фон Шенборна, архієпископа Майнца, який мав працювати над проєктами Брухзальського палацу разом із Фрідріхом Карлом фон Шенборном, братом Даміана Гюго.
Вельш представив проєкти Брухзальського палацу Даміану Гюго у вересні 1720 року, 
коли він відвідував свого дядька в палаці Фаворит. Князь-єпископ схвалив початок будівництва і в 1721 році залучив Йоганна Георга Зайца, виконроба, який працював на іншого Шенборна. Наріжний камінь палацу було закладено на північній стороні курдонера там де в 1722 році збудовано камерне крило.

### Будівництво

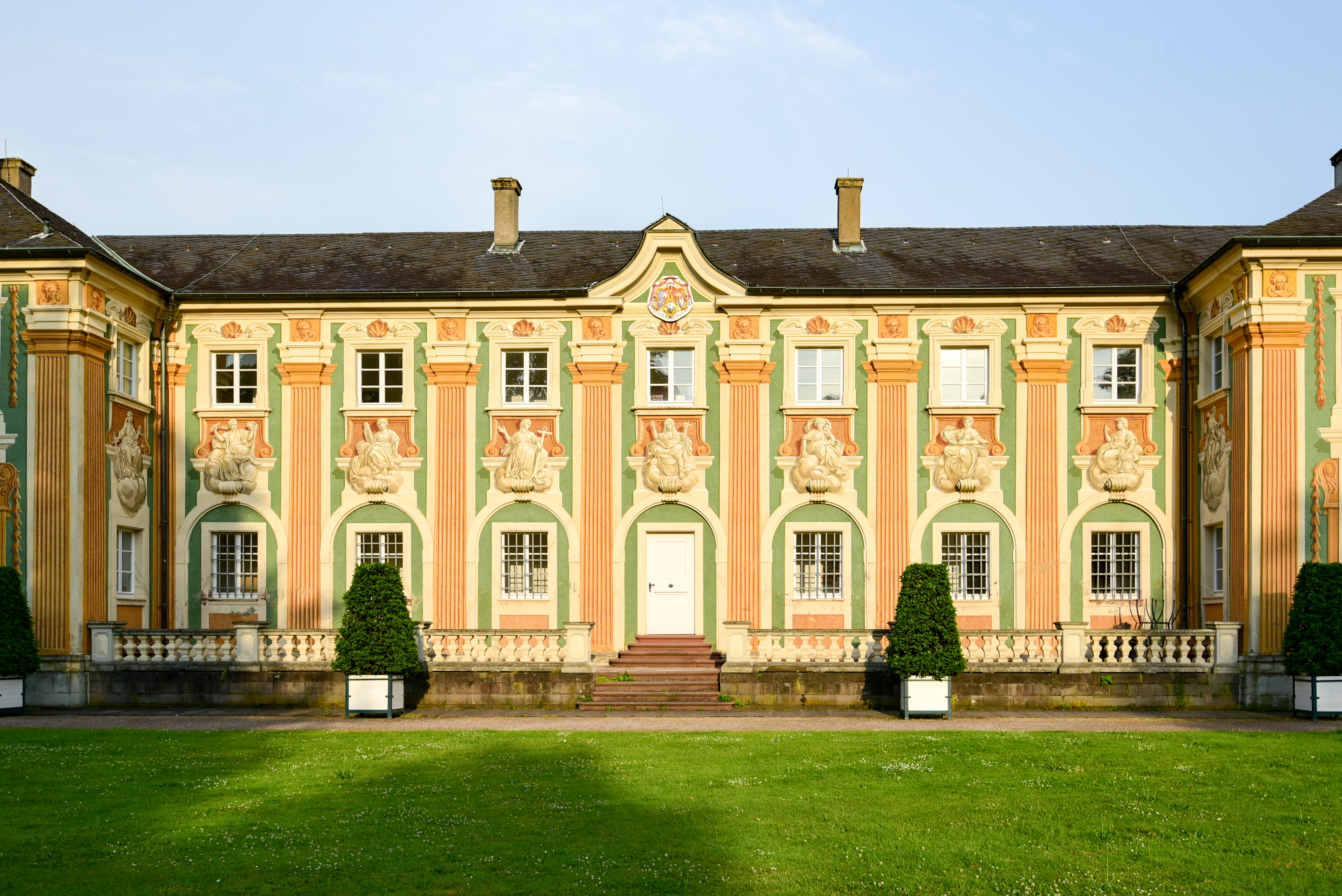
Північна оранжерея, побудована Йоганном Рорером в 1725 році

До 1723 року було закінчено фундамент камерного флігеля, до того часу були завершені стайні та придорожні павільйони. Однак після двох років роботи Зайц переїхав на своє початкове місце роботи, Візентгайд. Після цього Даміан Гюго найняв Йоганна Міхаеля Людвіга Рорера. Рорер був виконробом мулярів з Раштата, який працював при дворі Сибілли Августи, яка була не тільки в римо-католицькій єпархії Шпаєра, але й особистим другом. У 1724 році Рорер побудував оранжереї комплексу та галерею, що з’єднує головний корпус із церковним крилом (завершено в 1725 році). 
Наступного року князь-єпископ переїхав до камерного крила й залишався там, доки не завершили будівництво бельетажу в 1730 р.

Остаточний проєкт головного корпусу складений лише в 1725 році Рорером і Вельшем за участю молодого учня останнього, Ансельма Франца фон Ріттера цу Грюнштайна.
У той же рік Грюнштайн замінив Рорера як основного архітектора та побудував перший поверх головного корпусу. Проте Даміан Гюго зрозумів, що з чинним проєктом у нього не буде місця ні для гардеробних, ні для прислуги. У 1726 році, коли Грюнштайн був відсутній, князь-єпископ побудував мезонін між першим і другим поверхами. Це доповнення зробило проєкт Грюнштейна щодо сходів неможливим, і, коли він не зміг розробити новий проєкт, він пішов у відставку. 
Невдовзі за ним пішли Рорер, який захворів і втратив милість Даміана Гюго в 1727 році, і Антоніо Греста, якому було доручено розписувати фрески у надвірній церкві, який також захворів в 1727 році і невдовзі після цього помер. Будівництво решти палацу тривало за проєктами Рорера, але під керівництвом архітектора Йоганна Георга Шталя, який раніше був виконробом теслярів.
Даміан Гюго поскаржився на ситуацію Лотару Францу фон Шенборну. У Лотара Франца працював архітектор Бальтазар Нейман, який щойно завершив розширення садів палацу Вайсенштайн. Даміан Гюго найняв Неймана своїм новим головним архітектором в 1728 році, але він фактично не міг взяти на себе керівництво через те що Фрідріх Карл фон Шенборн обійняв посаду князь-єпископа Вюрцбурга та його роботи у Вюрцбурзькій резиденції. Тим часом, знову діючи за рекомендацією Сибілли Августи, Даміан Гюго найняв італійського художника Космаса Даміана Асама в травні 1728 року, щоб замінити Гресту. У жовтні того ж року Асам попросив відпустку, щоб повернутися додому на зиму. Протягом семи тижнів, які він працював, Асам змінив дизайн Греста, припускаючи, що ці зміни були схвалені Даміаном Гюго. Це була помилка. 
Князь-єпископ, припускаючи, що Асам мало що встиг за той час, коли він працював, був здивований, побачивши протилежне. Хоча спочатку розгнівався, князь-єпископ пробачив Асама, оскільки був вражений здібностями художника, і винагородив його працю полюванням. Іншому художнику, Юдасу Таддеусу Зіхельбайну, не пощастило, і його звільнено в 1732 році. Коли Нейман нарешті прибув до Брухзаля в березні 1731 року 
, йому було доручено, перш за все, розробити нові сходи. Він здійснив це в 1731–32 рр., створивши одні з найвідоміших у світі сходів. У липні 1732 року Даміан Гюго найняв Джованні Франческо Маркіні, щоб оздобити екстер’єри інших будівель палацового комплексу кладкою. 
Маркіні також написав фрески Ентради та грота за нею. У 1737-43 рр. Нейман і Шталь побудували кордегардію, мисливський будиночок, арсенал і вежу, прибудовану до Надвірної церкви. Надвірна церква закінчена в 1739 році.
Головний корпус завершено в 1743 році, але Даміан Гюго помер того ж року. Його наступником став Франц Крістоф фон Гуттен, який застав Камерне крило ще недобудованим. Нейман і Шталь, якого тепер змінив його син Леонгард, продовжували працювати в Брухзалі під керівництвом Гуттена. Гуттен наказав відновити більшу частину головного корпусу в стилі рококо, роботи тривали в 1751-54 рр. У 1751 році Йоганнес Зік найнятий Гуттеном за рекомендацією Неймана, для якого Зік працював у Вюрцбурзі, щоб розмалювати купол над сходами Неймана. Ще один співробітник Неймана, Йоганн Міхаель Фейхтмаєр, найнятий в 1752 році для створення ліпнини в стилі рококо, яку бажав Гуттен. Він і Зік працювали разом до 1756 року, наприклад, створивши «Мармурову залу».
Леопольд, Марія Анна та Вольфганг Амадей Моцарт відвідали Брухзальський палац у липні 1763 року, перед початком екскурсії вгору по Рейну. Леопольд писав про палац 19 липня: «Резиденція Брухзаля варта того, щоб її побачити, її кімнати мають найкращий смак, не численні, але такі благородні, невимовно чарівні та дорогоцінні».

### Зміни

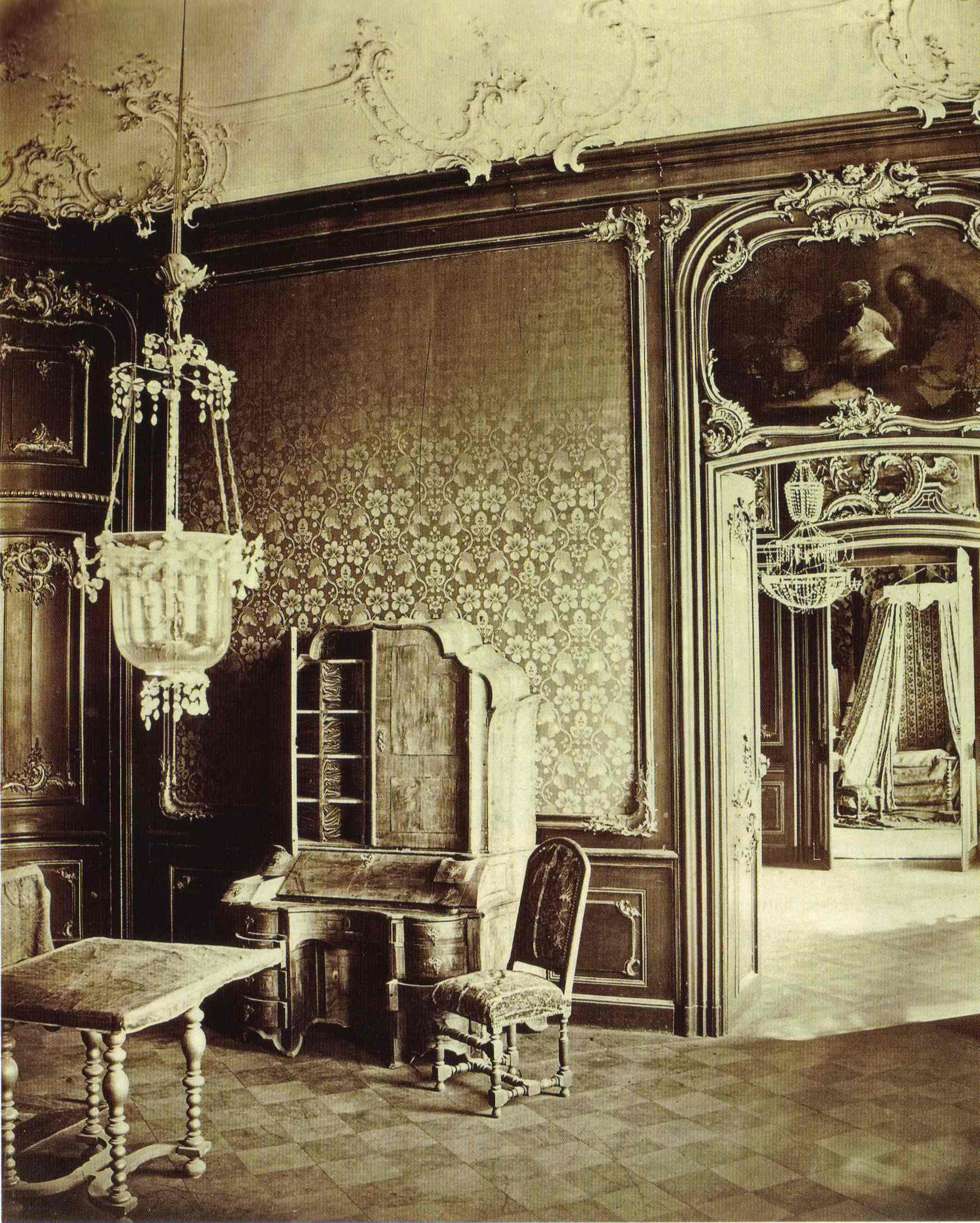
Фотографія інтер'єру палацу 1870 року

В результаті коаліційних війн князь-єпископство Шпаєр і сусіднє маркграфство Баден змушені поступитися Франції своєю територією на лівому березі Рейну. Згідно з Кампо-Формійським миром, Баден мав отримати нову територію. Баден отримав у сім разів більше землі, ніж яку він втратив, за рахунок Австрії та церковних держав, таких як князь-єпископство Шпаєр. Ця поступка була підтверджена в лютому 1803 року Остаточною ухвалою Імперської депутації
, хоча Баден незабаром був підвищений до Великого Герцогства. Правитель Бадена, Карл Фрідріх, швидко захопив Брухзаль і змусив залишити домівку останнього князь-єпископа, Філіпа Франца фон Вальдердорфа. Карл-Фрідріх ліквідував «Князівство» Шпаєра та перевіз значну частину меблів Брухзальського палацу до Карлсруе, хоча призначив Вальдердорфові пенсію у розмірі 200 000 гульденів і дозволив йому проживати в Брухзалі взимку.
Коли Карл-Фрідріх помер в 1806 році, Вальдердорф розділив Брухзаль з вдовою великого герцога Амалією Гессен-Дармштадтською та її неодруженою дочкою Амалією Крістіаною фон Баден, яку при дворі замінила Стефанія де Богарне. Амалія проводила три-чотири місяці кожного літа в палаці, час, який вона проводила в постійній одноманітності, тому часто брала відпустку, щоб втекти. Господарство Амалії в Брухзалі та його утримання було за її власні кошти. Мандрівник початку XIX століття Чарльз Едвард Додд, який відвідав палац приблизно в 1818 році, описав його «безлюдну пишноту», де «веселі дами з двору [принцеси Амалії] гірко скаржаться на його чудову похмурість». Два інших відвідувачі-сучасники, Фрідріх-Вільгельм III та російська імператриця Єлизавета Олексіївна, також відзначили безглуздий стан Брухзальського палацу. Громадяни Брухзаля обожнювали Амалію та оплакували її смерть 27 липня 1832 року.
Після смерті Амалії фон Баден Брухзальський палац використовувався для безлічі цілей, хоча він постійно занепадав. 
 
У 1849 році, під час Баденської революції , на першому поверсі головного корпусу розмістили казарму, а пізніше — військовий госпіталь для прусських солдатів.
У 1869 році, за два роки до того, як палац зник з путівників у Німеччині, Міністерство внутрішніх справ Великого герцогства Баден планувало перенести католицьку семінарію в палац. Був запланований капітальний ремонт школи, але він тривав недовго. Через десять років, в 1880 році, придворний ювелір ландграфа Гессенського написав уряду Баденера від імені віконта де Монфора, паризького аристократа. Віконт хотів жити в палаці і відновити його, але його прохання було відхилено. Починаючи з цього часу були зроблені сотні високоякісних фотографій інтер'єрів палацу.
Реставрація території палацу була проведена в Брухзалі в 1900-09 рр. під керівництвом німецького історика мистецтва Фріца Гірша.
Велике Герцогство Баден було скасовано 9 листопада 1918 року, після чого Великий Герцог Фрідріх II зрікся престолу 22 листопада.
Белетаж був відкритий для публіки як постійна експозиція скарбів палацу в 1920-х роках.

### Руйнування та реставрація

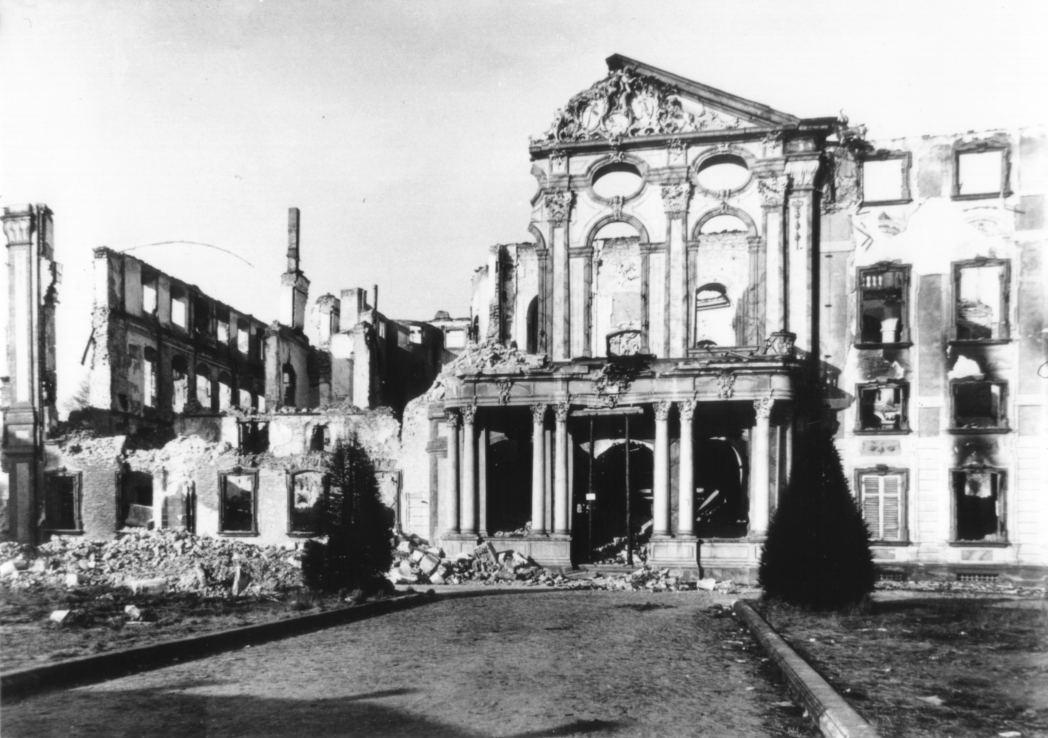
Руїни Брухзальського палацу в 1945 році

В останні дні Другої світової війни американська армія бомбила Брухзаль, щоб вивести з ладу залізничне сполучення. 
Під час одного рейду 1 березня 1945 року 379-та експедиційна оперативна група атакувала та знищила міську сортувальну станцію 80% міста було знищено, як і Брухзальський палац, знищені лише сходи та частина фасаду. Реконструкція за допомогою фотографій, зроблених наприкінці XIX століття, почалася наступного року, коли деякі з незначних будівель були зібрані знову для забезпечення адміністративних офісів і тимчасового житла. У 1947 р. у Камерному флігелі розпочато будівництво житлової споруди. У 1953-56 рр. Головний корпус перебудований, хоча, церковне крило було знесено в 1959 році.
Палац знову відкрито 28 лютого 1975 року, хоча реконструкція фасадів тривала ще два роки. Реконструкція численних фресок палацу тривала до 1996 року
Щоб відзначити 50-ту річницю франко-німецької дружби, президент Франції Франсуа Міттеран і канцлер Німеччини Гельмут Коль зустрілися в Брухзальському палаці 12 листопада 1987 року.
З 25 по 27 травня 2018 року тут проходив 12-й фестиваль «DiGA Garden»

## Архітектура

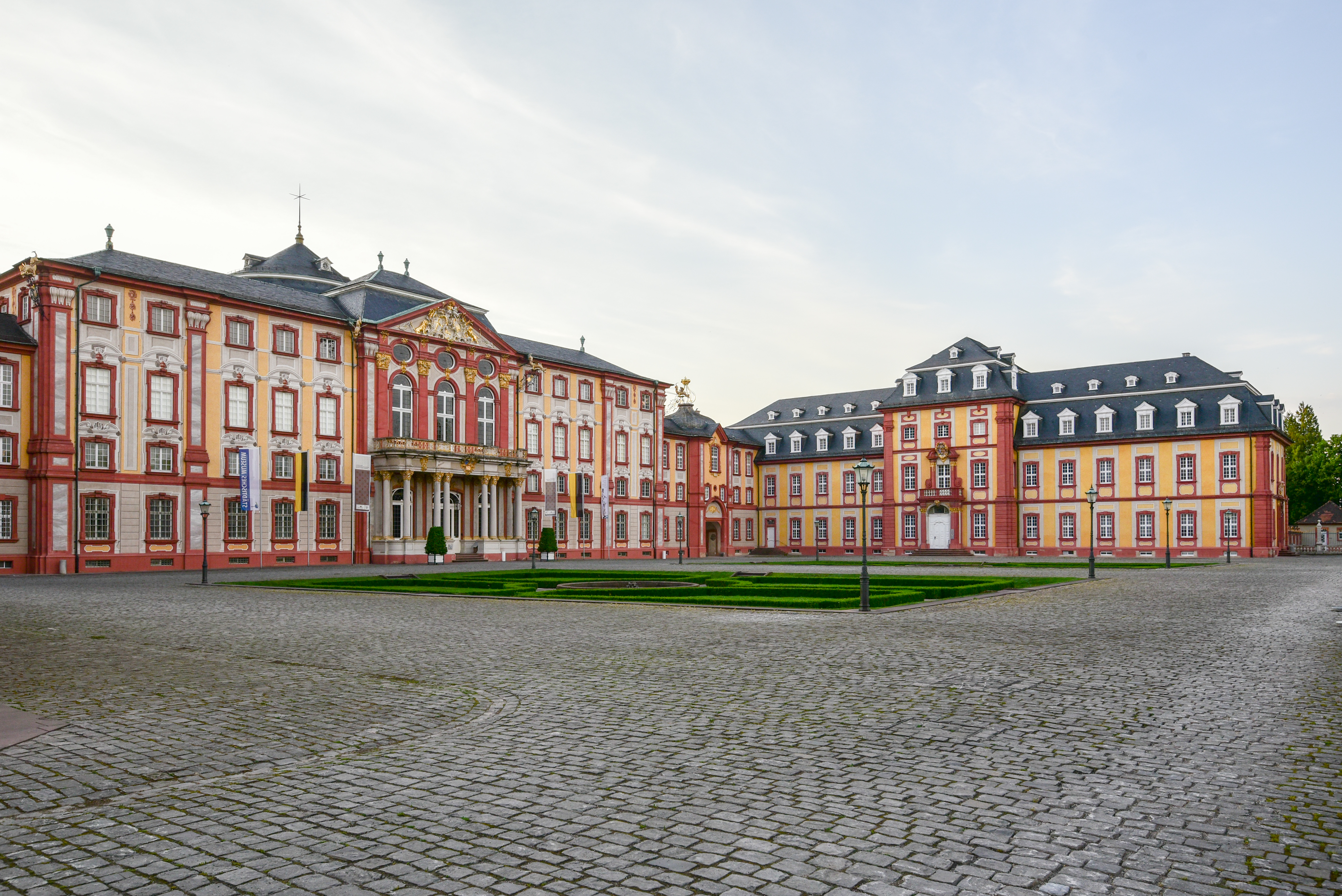
Головний корпус і Камерний флігель

Іноді палац називають Даміансбургом (Замок Даміана) на честь Даміана Гуго фон Шенборна, який побудував палац із застосуванням нетрадиційних методів і цілей. Даміан Гюго побудував палац за допомогою ретельного фінансування та опори на місцеву промисловість, що дозволило йому підтримувати позитивний річний дохід, попри вартість будівництва. Крім того, палац було побудовано з цегли у відповідь на знищення французами єпископського палацу в Шпаєрі.
Екстер’єри кількох цегляних будівель палацового комплексу пофарбовані так, ніби вони зроблені з кам’яної кладки. Фасади двох крил від головного корпусу визначені різалітом, що складається з балкона над дверима, і розрізнені пілястрами, які також формують кути будівель.
Попри любов Даміана Гюго до естетики віденського бароко та творчості Бальтазара Неймана, Брухзальський палац має вестфальський і голландський вплив завдяки Йоганну Конраду Шлойну. 

Даміан Гюго почав із проєкту у французькому стилі в 1720 році, але змінив його після Папського конклаву наступного року та включив італійський, голландський та англійський стилі. 

Інтер’єри Брухзальського палацу багато в чому схожі з Вюрцбурзькою резиденцією. 
Ліпний орнамент всередині, переважно в стилі рококо, має французький вплив. 

Щоб заощадити гроші, Даміан Гюго залучив тих же архітекторів, що працювали й на інших проєктах родини Шенборнів. 

Одним із них був Бальтазар Нейман, автор Вюрцбурзької резиденції, палацу братів Даміана Гюго. 
Нейман працював у Брухзалі головним архітектором з 1731 року до своєї смерті в 1753 році. 

Аскетичного Даміана Гюго змінив Гуттен, який приніс у Брухзаль пишність і шик. 

Він відреставрував другий поверх у стилі рококо в 1751-54 рр. 

Коли Леопольд Моцарт відвідав 1763 рік, він описав Брухзаль як "найкращий смак". 

Даміан Гюго особисто не знав практично жодного з майстрів, які працювали в Брухзальському палаці, і покладався на рекомендації родини та друзів, як-от Сибілла Августа з Баден-Бадена, маркграфиня Бадена. 
Йоганн Рорер, Косма Даміан Асам і Егід Квірін Асам були серед людей, рекомендованих Даміану Гуго маркграфиною. 

З 1725 року до свого звільнення у 1727 році Рорер підготував 717 проєктів Брухзальського палацу, 63 з яких були лише для Надвірної церкви. 

Нейман працював у Брухзалі час від часу з Йоганном Георгом Шталем з 1731 року до його смерті в 1753 році. 

Зал камерної музики, оформлений у стилі Людовика XVI, є експериментом раннього неокласицизму. 

Ремонт в 1970-х роках виявив оригінальні барокові фрески «листової кімнати». 
Ймовірно, що їх намалював Марчіні, оскільки вони нагадують його роботу Даміана Гюго в замку Фаворит у Раштаті в 1718 році. 
Сам дизайн, дерев’яні решітки, переплетені з виноградними лозами та птахами, є італійським дизайном, який виник в XVI — XVII століттях. 

Німецький історик мистецтва Корнеліус Ґурлітт високо оцінив мистецтво Брухзальського палацу у своїй праці 1889 року «Історія стилів бароко та рококо в Німеччині». 

### Перший поверх
Вхід до палацу утворює передпокій під назвою «Інтрада», що містить фреску на стелі із зображеннями семи чеснот, які перемагають сім гріхів, роботи Джованні Франческо Маркіні, який був відповідальним за більшість картин на першому поверсі. 
Над колонами розташовані віконні галереї в приміщення для слуг, яких не було в планах палацу і які додав Даміан Гуго Філіпп фон Шенборн у 1726 році та змусили перепланувати сходи. 

Грандіозні сходи Бальтазара Неймана оточують Грот, тьмяно освітлений, імітуючи печеру, і прикрашений фресками Марчіні із зображеннями рослин, черепашок і річкових божеств під фрескою на стелі із зображенням птахів. 
Роботи Марчіні в Гроті, хоча й постраждали від пожежі, відновлені після Другої світової війни, але не в сусідньому Садовому залі, який пережив війну, але постраждав від води та морозу. 
Фреска на стелі залишається нереставрованою в постійній експозиції знищення палацу в 1945 році. 

### Сходи

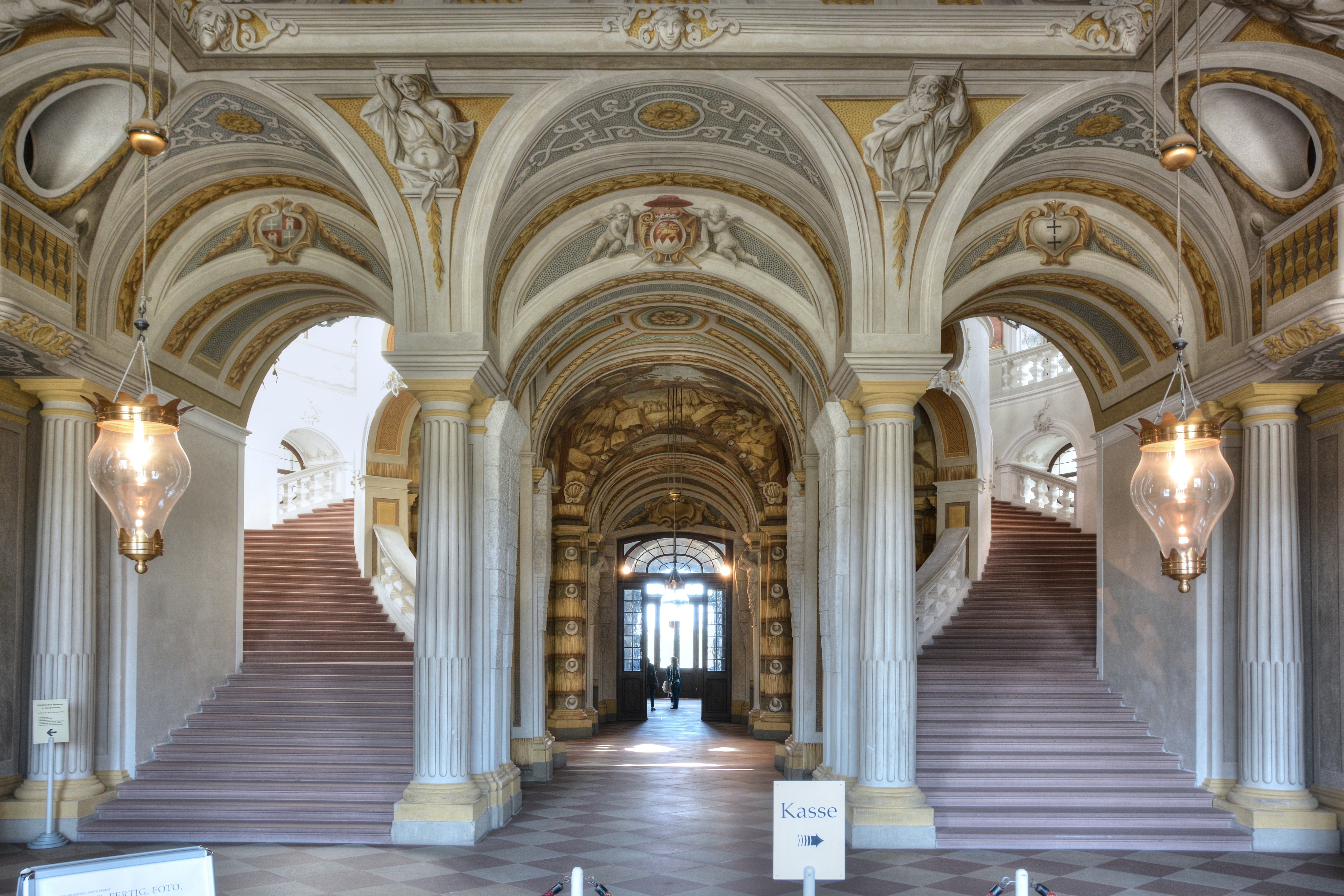
Палацові сходи

Сходи, побудовані Бальтазаром Нейманом в 1731-32 рр., розташовані із задньої частини Інтради та огинають Грот. 

Проєкт палацу Ансельма Франца фон Ріттера цу Гроенштейна 1725 року був звичайним, 

можливо натхненним Палаццо-Каріньяно, 

але князь-єпископ Даміан Гюго додав мезонін між першим і другим поверхами, щоб звільнити місце для своїх роздягалень і кімнат для прислуги. 
При цьому спроєктовані сходи тепер були занадто короткими, щоб дістатися до другого поверху, і Ґроунштейн не зміг вирішити цю проблему. 
У 1731 році Бальтазар Нейман взявся за роботу, щоб заповнити прогалину, 

розробивши проєкт гвинтових сходів — елемента, який не був поширеним у німецькій архітектурі з часів Середньовіччя. 

Нейманн також розширив верхній майданчик, щоб з’єднати дві парадні кімнати бельетажу , утворивши таким чином овал, який потім був загорнутий парою сходів. 
З моменту побудови ці сходи були предметом багатьох похвал. 
 
Видатний історик мистецтва та архітектури Ніколаус Певзнер високо цінував Брухзальський палац, а особливо його сходи. 
Про них він написав у «Нарисі європейської архітектури»:
Але сходи в Брухзалі унікальні. Словами важко відтворити те чарівне відчуття, яке відчуває людина, піднявшись ними. [...] Брухзаль з його ідеальною єдністю простору та декорацій був визначною точкою стилю бароко.

### Другий поверх

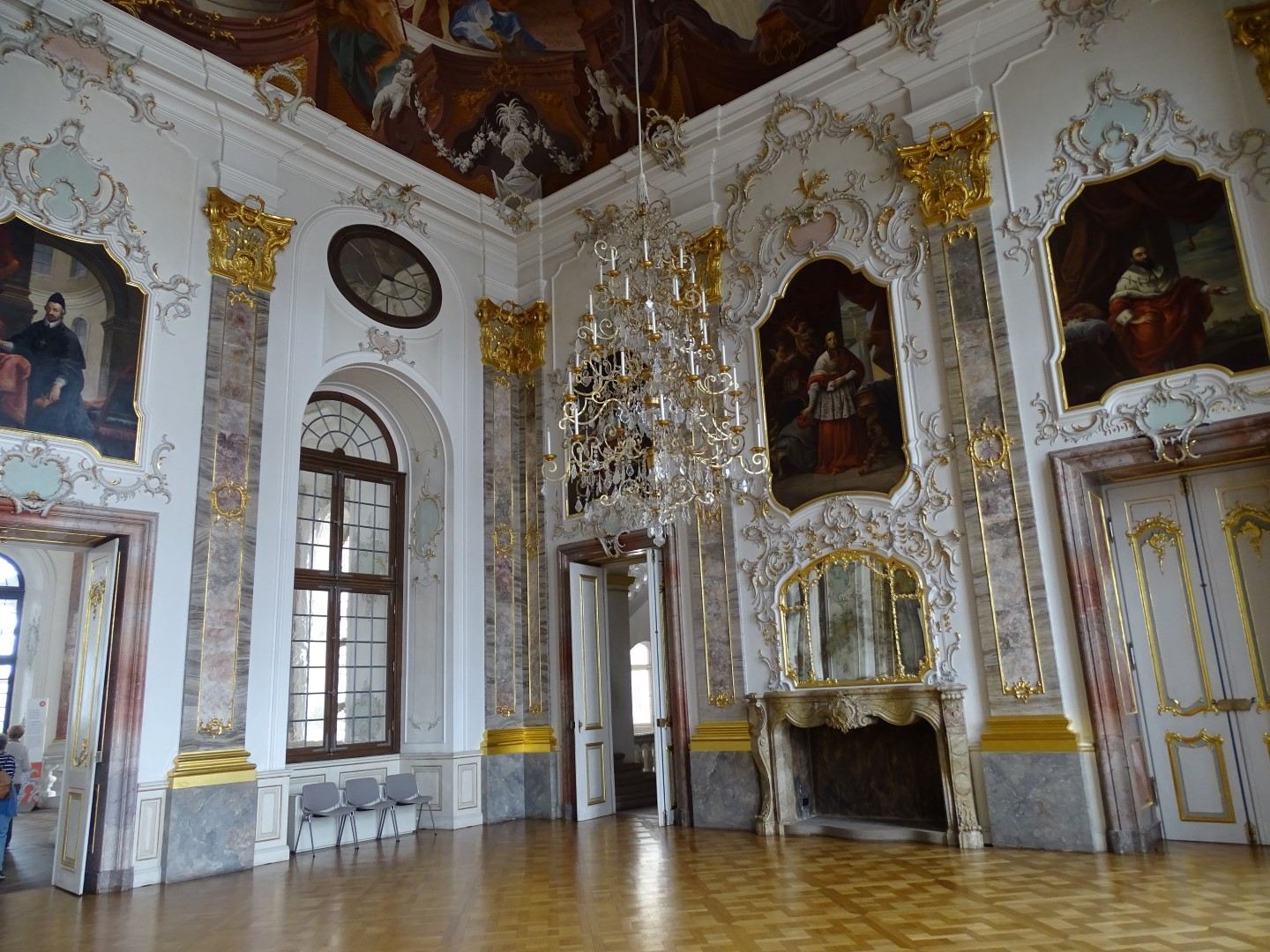
Куточок княжого зала, що нагадує Готель Субіз

Над сходами є масивна фреска, що покриває весь купол, написана Йоганнесом Циком в 1752 році. Фреска Цика документує та прославляє будівельні проєкти князь-єпископів Даміана Гуго фон Шенборна та Франца Крістофа фон Гуттена. Чоловічі фігури на фресці уособлюють архітектуру та будівництво, а жіночі — живопис і скульптуру. 
Ймовірно, що ліворуч від фон Гуттена стоять два виконроби будівництва палацу Йоганн Георг Шталь і його син Йоганн Леонгард. 

Вхід на другий поверх — велика кімната та купол у верхній частині сходів 
, 
прикрашений художниками, які раніше працювали у Вюрцбурзькій резиденції. 
Різьбяр по дереву Фердинанд Гундт створив панелі, Йоганн Міхаель Фойхтмаєр створив ліпнину, а Йоганнес Зік написав фрески. 
Фреска на стелі Зіка зображує історію єпископів Шпаєра, починаючи з Єссея в IV столітті та закінчуючи Даміаном Гуго та Гуттеном, які зображені як покровителі мистецтва та архітектури. 

Княжий зал (нім. Fürstensaal) — один із двох бальних залів на бельетажі. 
Зал також функціонує як ахнентафель, де представлені портрети князь-єпископів від Ебергарда фон Дінгайма  до Вільдеріха Вальдердорфа, останнього князь-єпископа. 
Інший зал, на північ, це Мармуровий зал. 
Він має масивну фреску на стелі, написану Йоганном Зіком та його сином Януаріусом. 

Ліпнина, камін і дзеркала Княжого зала мають французький характер, нагадуючи інтер’єр готель Субіз, а також австрійський монастир святого Флоріана. 

Покої на південній стороні головної будівлі переробив Йоганн Міхаель Фойхтмаєр для Гуттена в 1760-х роках. 
Вальдердорф жив у них від свого зречення як князь-єпископа в 1802 році до своєї смерті. 

Південні покої починаються з передпокою, де збереглися оригінальні зразки ліпнини в стилі рококо, меблі Авраама Рентгена та деякі з найстаріших гобеленів у колекції палацу. 
Далі — зал для аудієнцій князь-єпископа, де також розміщені оригінальні меблі, вивезені з палацу в 1939 році. 
Серед цих предметів — портрет Гуттена в натуральну величину, написаний Йоганном Ніколаусом Треу. 
За спальнею знаходяться кабінет Ватто, який використовувався як гардероб і зруйнований під час Другої світової війни, і кімната камергера князь-єпископа. 

Приватні покої останнього князь-єпископа порівняно скромні порівняно з іншими анфіладами бельетажу. 
Найприватніші кімнати відзначалися натюрмортом, пейзажем або жанровими накладними картинами, як, наприклад, натюрморт над дверима в їдальні. 
У кімнаті галереї представлено кілька картин і меблів, якими володів князь-єпископ до їх переселення в XIX столітті. 
Останньою кімнатою цього люксу є Блакитна кімната, прикрашена в 1810 році блакитним шовком для Фредеріки Баденської. 
У кімнаті зберігаються два гобелени з «Метаморфоз» Овідія із зображенням Леди та Європи. 

Північні покої також починаються з передпокою, з'єднаного до Мармуровою залою, прикрашеною ліпними рельєфами полювання та риболовлі. 
У цій кімнаті також зберігається гротескенфольге (нім. Groteskenfolge), 

серія гобеленів із шести частин, виготовлених в 1685—1717 рр. мануфактурою Філіпа Беагля в Бове. 

Наступна кімната так само прикрашена, але з музичними інструментами та розписом над дверима, що зображує історію Гая Муція Сцеволи. 
Найбільша кімната в сюїті — тронний зал, прикрашений більшою кількістю гобеленів. 
Між тронним залом і спальнею знаходиться каплиця. 

Амалія фон Баден відремонтувала свої покої в 1806 році в стилі ампір. 
Її передпокій містить чотири гобелени з екзотичними оправами, виготовлені мануфактурою Обюссон. 
Поруч із нею розташована кімната для аудієнцій Амалії, де представлено більше картин із оригінальної колекції палацу та меблі французького виробництва. 
Далі йде Жовта кімната, вітальня з гобеленами, виготовленими в Брюсселі в 1550—1575 рр. 
Остання кімната в покоях Амалії — її спальня, яка була обставлена в 1810—1815 рр. у стилі високий ампір. 

### Надвірна церква

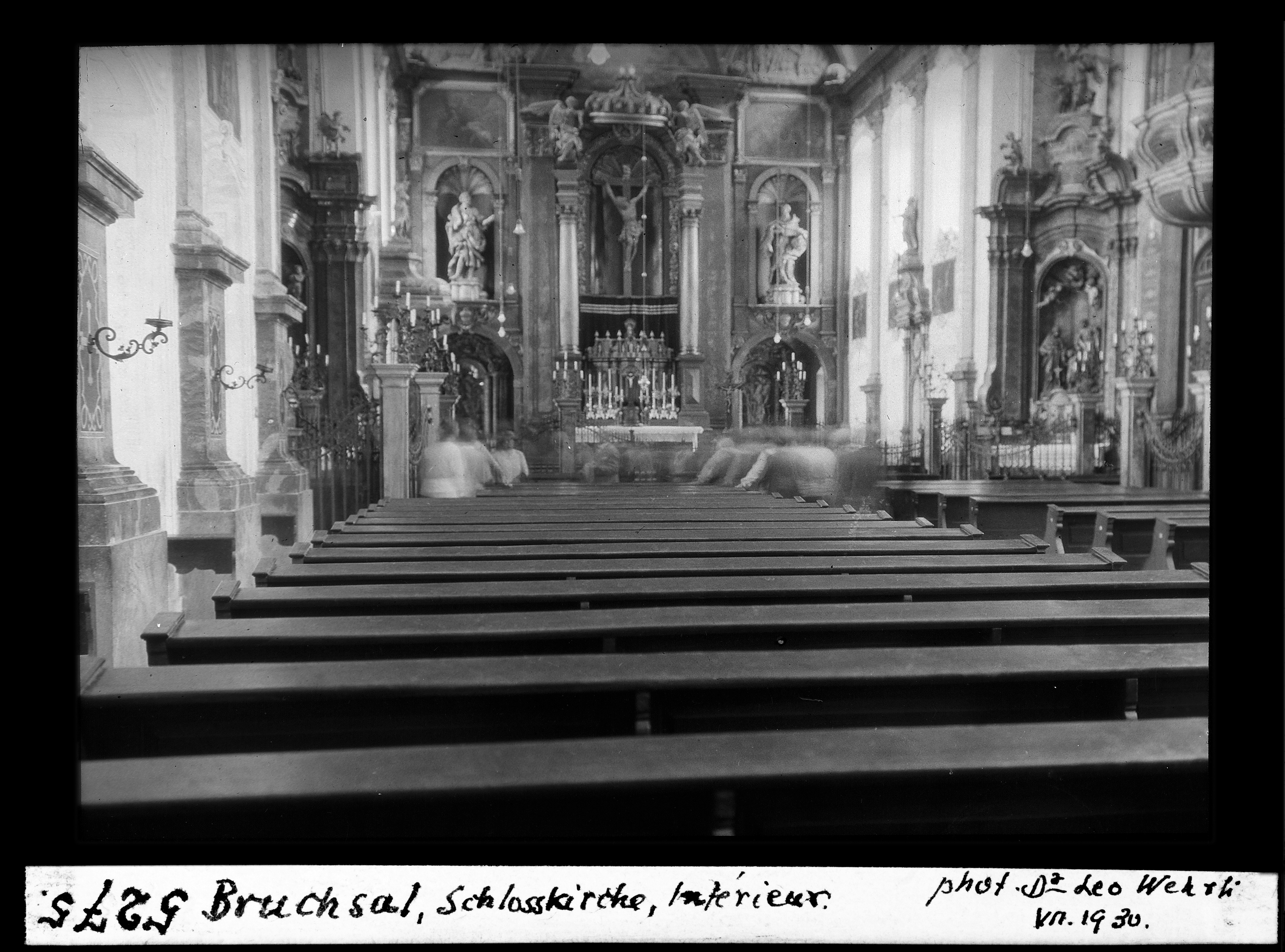
Надвірна церква в 1930 році

Надвірна церква з'єднана з лівим крилом палацу вузьким залом, що був розроблений Бальтазаром Нейманом в 1740 році та оздоблений Космою Даміаном Асамом. 

Асам призначений в 1728 році після раптової смерті художника Антоніо Греста, який раніше мав контракт на створення фрески. 
Попри певну ворожість Даміана Гюго до нього 
, 
Асам розписав стелю зображеннями святих Косми, Даміана та Гуго світлою пастеллю, що справило враження на князь-єпископа. 
Надвірна церква була зруйнована під час Другої світової війни, і в 1960-66 рр. на її місці побудована нова церква за роботами Фріца Вотруби та ГАП Грісхабера. 

Дев'ять бронзових статуеток Дванадцятьох Апостолів, виготовлених в Аугсбурзі приблизно в 1593 році, були вилучені з уламків Надвірної церкви після 1945 року, і сьогодні вони виставлені в сучасній каплиці. 

### Північне крило
Зал камерної музики (нім. Kammermusiksaal), спроєктований і оформлений Йоахімом Гюнтером для Августа Філіпа фон Лімбург-Штирума в 1776 році. Спочатку приміщення було двоповерховим, але під час ремонту Гюнтера було встановлено фальшивий дах. 
Його жовті стіни вкриті яскравою ранньонеокласичною ліпниною з квіткових фризів і гірлянд духових інструментів. 
Зал камерної музики був першою значною кімнатою в палаці, яка була повністю відреставрована, завершена в 1955 році. 

## Сади
Всього на території Брухзальського палацу було 50 будівель. 

Площа палацу — 5400 м². 

Він розташований у центрі саду. 

До головного корпусу прибудовані два флігелі палацової каплиці та помешкань придворних князь-єпископа. 

Оригінальний проєкт комплексу Вельша, виявлений у 2010 році в Австрійській національній бібліотеці у Відні, де базувався Фрідріх Карл, мав трикрилу композицію, подібну до плану замку Вайсенштайн 1711 року Йоганна Дінтценгофера. 
Первісний проєкт, за винятком головного корпусу, зберігся в існуючій структурі. 
Він розмістив палацовий комплекс під прямим кутом за 300 м до дороги, що веде від північно-східних воріт Брухзаля. 
Ця дорога, яка зараз називається Шенборнштрассе, розділяла б дві групи з чотирьох однакових будівель. 

Палацові сади розташовані уздовж північно-західного проспекту Шлоссраум. 
 
Вздовж Шлоссраум встановлені статуї, виготовлені в 1750-х роках у майстерні Йоахіма Гюнтера, що зображують класичні елементи та чотири пори року, тоді як додаткові чотири «охоронці» стоять у нижньому саду, біля басейнів. 

Сам сад був вперше закладений в 1723 році, а потім подвоєний у розмірі в 1728 році. 
Його перепланували в 1770 році на англійський ландшафтний сад. 
Залізнична колія, побудована в 1843 році, скоротила довжину саду з 800 м до лише 300 м. 

Перед канцелярією (тепер будівля окружного суду) знаходиться фонтан Амалії, зведений в 1911 році та присвячений Амалії фон Баден. 

Він знаходиться перед окружним судом Брухзаля.
Територія Брухзальського палацу використовується для проведення таких свят, як щорічний різдвяний ярмарок (нім. Weihnachtsmarkt) і фестиваль, заснований у 2009 році. 

## Музеї
Двома головними музеями в Брухзальському палаці є Музей німецьких музичних машин, під орудою Державного музею Бадена, та Муніципальний історичний музей. заснований в 1984 році 
, 
виставляє близько 500 зразків німецьких «автоматичних музичних машин», 
 
таких як самограюча копія органу з Титаніка

з XVII-XXI століття на трьох поверхах палацу. 
Усі вони представлені в обстановці, сучасній їхньому виробництву, підкреслюючи їх місце в суспільстві. 

Аудіозаписи різних частин колекції доступні на вебсайті Державного музею Бадена. 

Міський музей, розташований на третьому поверсі палацу, простежує історію Брухзаля від неоліту до сучасності. 
У центрі уваги — історія пенітенціарної системи міста та руйнування Брухзаля під час Другої світової війни. 

«Побудований, зруйнований, воскрес» (нім. Gebaut, Zerstört, Wiedererstanden) — постійна виставка, яка документує руйнування Брухзальського палацу 1 березня 1945 року. 
На ній представлені фрагменти довоєнного палацу та чорно-білі фотографії, використані для реконструкції його інтер’єрів. 

У лапідарії в підвалі південного сполучного будинку зберігаються кам’яні скульптури з житлового будинку та навколишніх споруд, а саме герби, путто та гномів, капітелі та елементи балюстради. 

### Інтернет-посилання
- Schlossweihnachtsmarkt Bruchsal. Schlossweihnachtsmarkt Bruchsal. Процитовано 29 січня 2019.

Федеральний уряд Німеччини та землі Баден-Вюртемберг (нім.)
- Findbuch 218. Baden-Württemberg State Archive (de). Процитовано 29 вересня 2019.
- Anfahrt. Staatliche Schlösser und Gärten Baden-Württemberg (de). Процитовано 11 липня 2018.
- Das Schloss und Der Garten. Staatliche Schlösser und Gärten Baden-Württemberg. Процитовано 11 липня 2018.
- Die Gebäude. Staatliche Schlösser und Gärten Baden-Württemberg. Процитовано 11 липня 2018.
- Das Erdgeschoss. Staatliche Schlösser und Gärten Baden-Württemberg. Процитовано 11 липня 2018.
- Das Treppenhaus. Staatliche Schlösser und Gärten Baden-Württemberg. Процитовано 11 липня 2018.
- Die Beletage. Staatliche Schlösser und Gärten Baden-Württemberg. Процитовано 9 березня 2019.
- Die Festäle. Staatliche Schlösser und Gärten Baden-Württemberg. Процитовано 11 липня 2018.
- Das Südliche Staatsappartement. Staatliche Schlösser und Gärten Baden-Württemberg. Процитовано 11 липня 2018.
- Das Nördliche Staatsappartement. Staatliche Schlösser und Gärten Baden-Württemberg. Процитовано 23 березня 2019.
- Fürstbischöfliche Privaträume. Staatliche Schlösser und Gärten Baden-Württemberg. Процитовано 24 березня 2019.
- Das Appartement der Amalie von Baden. Staatliche Schlösser und Gärten Baden-Württemberg. Процитовано 24 березня 2019.
- Die Hofkirche. Staatliche Schlösser und Gärten Baden-Württemberg. Процитовано 11 липня 2018.
- Der Garten. Staatliche Schlösser und Gärten Baden-Württemberg. Процитовано 11 липня 2018.

- Das Laubenzimmer. Staatliche Schlösser und Gärten Baden-Württemberg. Процитовано 11 липня 2018.
- Das Deckenfresko. Staatliche Schlösser und Gärten Baden-Württemberg. Процитовано 11 липня 2018.
- Der Kammermusiksaal. Staatliche Schlösser und Gärten Baden-Württemberg. Процитовано 11 липня 2018.
- Tapisserien. Staatliche Schlösser und Gärten Baden-Württemberg. Процитовано 29 січня 2019.

- Ausstellungen. Staatliche Schlösser und Gärten Baden-Württemberg. Процитовано 11 липня 2018.

- Stilgeschichte. Staatliche Schlösser und Gärten Baden-Württemberg. Процитовано 11 липня 2018.

- Damian Hugo von Schönborn. Staatliche Schlösser und Gärten Baden-Württemberg. Процитовано 30 січня 2019.
- Franz Christoph von Hutten. Staatliche Schlösser und Gärten Baden-Württemberg. Процитовано 30 січня 2019.
- Architeckt Balthasar Neumann. Staatliche Schlösser und Gärten Baden-Württemberg. Процитовано 30 січня 2019.

- Säkularisation in Bruchsal. Staatliche Schlösser und Gärten Baden-Württemberg. Процитовано 11 липня 2018.
- Das Ende der Monarchie. Staatliche Schlösser und Gärten Baden-Württemberg. Процитовано 30 січня 2019.
- Zerstörung und Wiederaufbau. Staatliche Schlösser und Gärten Baden-Württemberg. Процитовано 11 липня 2018.
- Mitterand und Kohl. Staatliche Schlösser und Gärten Baden-Württemberg. Процитовано 24 березня 2019.

- Schönborn und der Maler. Staatliche Schlösser und Gärten Baden-Württemberg. Процитовано 11 липня 2018.
- Fürstliche Langeweile. Staatliche Schlösser und Gärten Baden-Württemberg. Процитовано 11 липня 2018.
- Das Verlassene Schloss. Staatliche Schlösser und Gärten Baden-Württemberg. Процитовано 11 липня 2018.

Брухзаль (нім.)
- Städtisches Museum im Barockschloss Bruchsal. bruchsal.de. Процитовано 10 жовтня 2018.
- Schloss Bruchsal. bruchsal.de. Процитовано 30 січня 2019.
- DIGA – Die Gartenmesse. bruchsal.de. Процитовано 29 січня 2019.

Баденський державний музей (нім.)
- Die Sammlungsausstellung: Deutsches Musikautomaten-Museum. Процитовано 10 жовтня 2018.
- Musikautomaten-Galerie. Процитовано 10 жовтня 2018.
- Die Titanic-Orgel. Процитовано 10 жовтня 2018.
- Förderverein. Процитовано 11 жовтня 2018.

Південнонімецьке бароко (нім.)
- Bieri, Pius. Residenz Bruchsal. Процитовано 11 липня 2018.
- Bieri, Pius. Cosmas Damian Asam. Процитовано 12 жовтня 2019.

- (англ.) Official website
- (нім.) Entry on the website of the Baden-Württemberg Ministry of Tourism
- (нім.) Website of the Deutsches Musikautomaten-Museum
- (нім.) Website of the Bruchsal Palace Concerts (not used yet)
- (нім.) Search results for "Schloss Bruchsal" on Bildindex Der Kunst & Architektur
- (нім.) Homepage (англ.) Website with a large collection of images about Bruchsal Palace